# Kevin Robinzine
Kevin Bernard Robinzine (Fort Worth, 12 aprile 1966) è un ex velocista statunitense, specializzato nei 400 metri piani.
In carriera è stato medaglia d'oro ai Giochi olimpici di Seul 1988 con la staffetta 4×400 metri.

## Palmarès
| Anno | Manifestazione      | Sede         | Evento  | Risultato | Prestazione | Note            |
| ---- | ------------------- | ------------ | ------- | --------- | ----------- | --------------- |
| 1987 | Giochi panamericani | Indianapolis | 4×400 m | Oro       | 2'59"54     |                 |
| 1988 | Giochi olimpici     | Seul         | 4×400 m | Oro       | 2'56"16     | Record mondiale |